# The Chronology of Water
The Chronology of Water is een Frans-Amerikaans-Lets-Britse biografische film uit 2025, geregisseerd en mede geschreven door Kristen Stewart in haar regiedebuut. De film is gebasseerd op de gelijknamige memoires van Lidia Joeknavitch, uit 2011. De hoofdrol wordt vertolkt door Imogen Poots.

## Verhaal
In de hoop te ontsnappen aan een gewelddadig gezin, schrijft Lidia Joeknavitch zich in aan een universiteit in Texas met een zwembeurs met het oog op de Olympische Spelen. Maar ze verliest haar beurs vanwege alcohol- en drugsgebruik. Later schrijft ze zich in aan de Universiteit van Oregon en is ze een van de weinige studenten die wordt geselecteerd om met Ken Kesey samen te werken aan zijn gezamenlijke roman Caverns. Joeknavitch wordt een succesvol schrijfster en haar memoires uit 2011, The Chronology of Water, verwerven een cultstatus.

## Rolverdeling
| Acteur         | Personage         |
| -------------- | ----------------- |
| Imogen Poots   | Lidia Joeknavitch |
| Thora Birch    | Claudia           |
| Earl Cave      |                   |
| Michael Epp    |                   |
| Susannah Flood |                   |
| Kim Gordon     |                   |
| Jim Belushi    | Ken Kesey         |

## Productie
In november 2022 werd aangekondigd dat Kristen Stewart haar filmregiedebuut zou maken met een bewerking van Lidia Joeknavitchs memoires The Chronology of Water, op basis van een scenario dat ze samen met Andy Mingo schreef, terwijl Imogen Poots de hoofdrol zou spelen. In september 2024 werd aangekondigd dat Thora Birch, Earl Cave, Michael Epp, Susannah Flood, Kim Gordon en Jim Belushi zich bij de cast van de film hadden gevoegd. The Chronology of Water is een coproductie van de Verenigde Staten, Frankrijk, Letland en het Verenigd Koninkrijk. De film werd geproduceerd door CG Cinema International, het Letse Forma Pro Films, Scott Free Productions, NeverMind Productions en Mingo, in samenwerking met Curious Gremlin, Freemantle, Lorem Ipsum Corp en Scala Films.

### Filmopnames
De filmopnames vonden gedurende zes weken plaats in juni en juli 2024 in Letland en Malta.

## Release
The Chronology of Water ging op 16 mei 2025 in première op het Filmfestival van Cannes in de Un certain regard-competitie.

## Prijzen en nominaties
De belangrijkste:
| Jaar | Prijs                   | Categorie              | Genomineerde(n) | Uitslag     |
| ---- | ----------------------- | ---------------------- | --------------- | ----------- |
| 2025 | Filmfestival van Cannes | Prix Un certain regard | Kristen Stewart | Genomineerd |
| 2025 | Filmfestival van Cannes | Caméra d'or            | Kristen Stewart | Genomineerd |